# Стикс, Мартин Эрнст
Мартин Эрнст фон Стикс (1759—1829) — заслуженный профессор, декан медицинского факультета и ректор Императорского Дерптского университета, писатель.

## Биография
Сын иностранного подданного. Первоначальное образование получил в лицее в своем родном городе, в 1779 г. отправился в Йену, там в 1782 г. был удостоен степени доктора медицины и хирургии, жил некоторое время в Геттингене и Страсбурге, где работал в университетских клиниках, и затем возвратился в Россию.
Выдержав экзамен в медицинской коллегии в Петербурге, он получил право практиковать в России (17 сентября 1783 г.) и был принят на службу уездным врачом в Гдов. Через 6 месяцев он был переведен городским врачом в Петербург, а год спустя назначен главным доктором в Оренбургский областной госпиталь, в котором прослужил около 6 лет. Затем в течение 8 месяцев он состоял в той же должности при Ревельском и Рижском госпиталях, в 1793 г. вышел в отставку и до 1800 г. занимался частной практикой в Риге.
При основании Дерптского университета был назначен в нём профессором по кафедре гигиены и истории медицины (14 декабря 1800 г.) и занимал эту кафедру до 30 октября 1826 г., когда вышел в отставку со званием заслуженного профессора.
Помимо этих главных предметов разновременно читал ещё анатомию, судебную медицину, фармакологию (materia medica), диэтетику, «врачебную словесность» и физиологию, пока в университете отдельной кафедры по этому предмету; состоял куратором, дважды деканом (1802—1807 и 1814—1826 гг.), по разу был проректором (1813 г.) и ректором университета (1814 г.).